# Подводные лодки типа «Резолюшн»
Подводные лодки типа «Резолюшн» (англ. Resolution class) — серия британских атомных стратегических подводных лодок, первый проект британских подводных стратегических ракетоносцев, спроектированы в начале 1960-х годов на основе подводных лодок США типа «Лафайет».

## История
Работы по созданию ядерного оружия начались в Великобритании в 1940-х годах и уже в 1952 году в Австралии была успешно испытана первая атомная бомба. На первом этапе единственными носителями ядерных зарядов являлись английские стратегические бомбардировщики, однако уже к началу 60-х годов они устарели, а заниматься разработкой новых было сочтено нецелесообразным. Попытка создания наземных БР «Blue Streak» не удалась. Поэтому командование ВМФ в мае 1962 года предложило правительству Великобритании приобрести БР «Поларис», которыми должны были быть оснащены пять ПЛАРБ, разработанных на основе британских АПЛ типа «Вэлиант». Этот план получил широкую поддержку не только в парламенте Великобритании, но и Вашингтоне. В результате в декабре 1962 года в городе Нассау на Багамских островах было подписано соглашение между президентом США Джоном Кеннеди и премьер-министром Великобритании Гарольдом Макмилланом (пакт Нассау) о продаже баллистических ракет «Поларис А3» без головных частей взамен на предоставление территории в заливе Холи-Лох в Шотландии для базирования ПЛАРБ ВМС США. Таким образом, Великобритания брала на себя обязательство разработать носители ракет «Поларис», а также их головных частей, а США должны были предоставить сами ракеты. Кроме того, с 1962 года все ядерные испытания Великобритании, в том числе боеголовок баллистических ракет морского базирования стали проводиться на полигоне в штате Невада.
Процесс создания ПЛАРБ типа «Резолюшн» очень слабо освещался в печати, однако известно, что огромную помощь в создании подводных лодок этого типа оказали специалисты Бюро Кораблестроения ВМС США.

## Конструкция

### Корпус
Благодаря участию американских специалистов прототипом создаваемой подводной лодки «Резолюшн» стал американский тип «Лафайет». Однако этот проект был доработан с учетом технических решений, применявшихся на британских АПЛ типа «Вэлиант». Так, носовые горизонтальные рули были перенесены с рубки на носовую часть корпуса и их сделали убирающимися в его проницаемую часть. Были несколько изменены обводы корпуса. В корме они были приполнены, а в носовой оконечности ракетный банкет сопрягался с надстройкой, плавно сливавшейся с носовой оконечностью корпуса, что и позволило разместить под ней носовые горизонтальные рули.
Подводные лодки типа «Резолюшн» были смешанной одно-двухкорпусной архитектуры. Двухкорпусные конструкции были в районе носового отсека. Корпус корабля повышенной прочности был выполнен в форме цилиндров различных диаметров, а в кормовой оконечности в форме усеченного эллиптического конуса. Переход от одной формы корпуса к другой, а также к разным диаметрам цилиндров осуществлялся с помощью эллиптических конических обечаек. Оконечности завершались прочными торосферическими перегородками. Для снижения гидролокационной заметности корпуса лодок были покрыты рупорным резиновым противогидролокационным покрытием.
Прочный корпус разделили на девять (а не на шесть, как на «Лафайет») отсеков плоскими водонепроницаемыми перегородками. Это позволило улучшить параметры надводной непотопляемости.
1-й отсек — торпедный; 2-й отсек — жилой, кроме того в нем размещались аккумуляторные батареи (АБ) и боевые посты радиотехнического вооружения; 3-й отсек — отсек Главного Командного Пункта (ГКП), посты Системы Управления Ракетной Стрельбой (СУРС) и навигационный центр с Инерциальной Навигационной Системой (ИНС); 4-й отсек — ракетный, 5-й отсек — отсек вспомогательных механизмов (дизель-генератор (ДГ), компрессоры и холодильные машины); 6-й отсек — реакторный, 7-й отсек — отсек постов управления Паро-Производящей (ППУ) и Паротурбинной (ПТУ) Установок, 8-й отсек — турбинный отсек (Главный Турбозубчатый Агрегат (ГТЗА)), 9-й отсек — отсек вспомогательных механизмов.
Кроме того, для повышения боевой устойчивости лодки было решено при строительстве корпуса использовать более прочную американскую сталь HY-80 вместо британской QT-35.
Благодаря всем вышеописанным решениям испытательная глубина погружения была доведена до 300 м.

### Система погружения и всплытия
Корабль имел две группы цистерн главного балласта (ЦГБ) — носовую и кормовую. Обе находились в проницаемых оконечностях. В каждой из групп было по три разделенных побортно цистерны. Цистерны продувались воздухом высокого давления. ПЛАРБ типа «Резолюшн» была оснащена (как и американские аналоги) системой пороховых аккумуляторов давления, которая обеспечивала всплытие корабля в аварийных ситуациях. Оснащение было проведено в соответствии с программой «SUBSAFE» после гибели американской подводной лодки Thresher.

### Силовая установка
Главная энергетическая установка (ГЭУ) была почти такой же, как и на «Лафайет». Но на лодках была установлена ППУ PWR-1 фирмы Rolls-Royce британской разработки и производства. Все контуры охлаждения паро-производящей установки (ППУ) питались забортной водой. Кроме того, оба автономных турбогенератора (АТГ) располагались горизонтально (а не вертикально, как на «Лафайет»). Каждый из них имел свой главный конденсатор с системой дополнительных конденсатных и циркуляционных насосов, а также сложной системой трубопроводов. Такая схема позволяла обеспечить работу АТГ в случае выхода из строя обоих главных турбозубчатых агрегатов (ГТЗА). На корабле отсутствовала выдвижная движительно-рулевая колонка (ВДРК), а в качестве резервного и аварийного средства движения использовался главный электродвигатель (ГЭД) на линии вала, получавший питание от аккумуляторных батарей или дизель-генератора.
На малых ходах стали использовать режим вспомогательного (частичного) турбоэлектродвижения. Для снижения шумности внедрили двойную амортизацию ГТЗА, которая была особенно эффективна при работе ПТУ (паротурбинной установки) на мощности до 50 %.
Во всем остальном «Резолюшн» практически полностью повторял прототип.

## Вооружение
Основу вооружения подводных лодок типа «Резолюшн» составляли 16 баллистических ракет «Поларис А3T». Эти ракеты были полностью идентичны таким же ракетам, стоящим на вооружении ВМС США. Даже головные части ракет (вопреки пакту Нассау) были полностью идентичны американским. При этом на полигоне в Неваде Великобритания продолжала испытывать свои ядерные заряды. Всего было куплено 128 ракет «Поларис А3» — двойной боезаряд на каждую из лодок.
Однако еще до выхода первой подводной лодки типа «Резолюшн» (Резолюшн (S22)) на первое боевое патрулирование, ВМС Великобритании подняли перед правительством вопрос о повышении эффективности МСЯС (Морских Стратегических Ядерных Сил). Это было вызвано тем, что к концу 1964 года стало известно об активной работе Советского Союза над созданием систем ПРО, способных защитить главные промышленные и экономические центры страны. Ракетам, которые были бы запущены с подводных лодок, находящихся на патрулировании в Северной Атлантике, в Северном и Баренцевом морях, пришлось бы преодолевать эти системы ПРО. Для решения этой проблемы ВМС Великобритании обратили внимание на американскую программу, направленную на повышение боевой устойчивости ракеты «Поларис A3» (UGM-27C) за счет глубокой её модернизации. За счёт уменьшения количества боевых блоков с трех до двух планировалось оснастить ракету, получившую название «Поларис А3А», комплексом средств преодоления ПРО и усовершенствованной, более стойкой к поражающим факторам ядерного взрыва, системой управления. Однако при этом снизилась дальность полета ракеты с 4630 км до 3710 км. Это обстоятельство не устраивало военных и ракета «Поларис А3А» так и не была принята на вооружение. Вместо этого было принято решение об оснащении ПЛАРБ типа «Лафайет» новой перспективной БРПЛ «Посейдон-С3».
Однако в силу конструктивных особенностей первые 10 ракетоносцев классов «Джордж Вашингтон» и «Этэн Аллен» не могли быть оснащены новой ракетой «Посейдон-С3». Для повышения боевой эффективности этих лодок было принято решение о замене ракеты «Поларис А3» на более совершенную «Поларис А3Т», при разработке которой применялись наработки программы «Antelope». Этой ракетой и были оснащены в 1968—1970 годах подводные лодки типа «Резолюшн».
После разработки ракеты «Поларис А3Т» США отказались от программы «Antelope» в пользу ракеты «Посейдон-С3». Однако Великобритания продолжила программу переименовав её в «Super Antelope». В рамках этой программы продолжались работы по дальнейшему совершенствованию ракеты «Поларис А3Т». С самого начала эта программа испытывала сильное противодействие со стороны военных, предлагавших другие варианты:
- перевооружить ПЛАРБ американской ракетой «Посейдон-С3» — 1965 год
- «Mini-Poseydon» — оснащение БРПЛ «Поларис А3Т» разделяющейся головной частью от ракеты «Посейдон-С3» с шестью боевыми блоками индивидуального наведения по 200кТ каждый — 1971 год
- «Hybrid» — вариант БРПЛ «Посейдон-С3» с оснащением её КСП (комплексом средств преодоления) ПРО, разработанным в рамках программы «Super Antelope» — 1972 год
- «Option M» — использование БРПЛ «Посейдон-С3» с боевыми блоками без индивидуального наведения — 1973 год.

Конструктивно любое из этих решений могло быть реализовано, однако все предложения были отклонены в связи с высокой стоимостью выполнения работ. Поэтому в марте 1974 года было объявлено о начале работ по программе «Chevaline». Результатом этой программы стало создание следующей модификации ракеты «Поларис А3» — «Поларис А3TK».
Первый этап лётных испытаний новой ракеты начался в сентябре 1977 года и продлился до мая 1980 года. Всего было осуществлено 11 запусков с наземного стенда. Все они были полностью или частично успешными. В то же время с мая 1974 по апрель 1980 года на полигоне в Неваде было произведено шесть подземных термоядерных взрывов, в ходе которых испытывались БЧ новой ракеты и её элементы. Второй этап испытаний, начавшийся в ноябре 1980 года, включал в себя два запуска ракеты с борта подводной лодки HMS Renown — третьей лодки типа «Резолюшн». Оба запуска были признаны удачными. Сразу после этих запусков лодка была поставлена на модернизацию под новую ракету «Поларис А3TK». Кроме того, в рамках программы «Chevaline», делались попытки модификации двигателей ракеты «Поларис А3Т» для достижения дальности не менее 4000 км. Для этой цели с бортов подводных лодок типа «Резолюшн» в 1986—1987 годах было произведено восемь пусков, один из которых был неудачным. Уже к концу 1979 года в программу было вложено более одного миллиарда фунтов стерлингов.
Самым интересным и важным нововведением «Поларис А3TK» была новая головная часть со ступенью разведения боевых блоков. Она была значительно переработана и позволяла теперь разместить два боевых блока по 225 кТ каждый. Более того, эти блоки могли наводиться на объекты, находящиеся на удалении до 70 км и благодаря этому общая площадь поражения достигала 18000 км². Кроме того, было увеличено количество и качество ложных целей — тяжёлых и легких (надувных), а также дипольных отражателей.
Первая ПЛАРБ — оснащенная новой ракетой — HMS Renown вышла на боевое дежурство в середине 1982 года. Четвертая и последняя ПЛАРБ — HMS Revenge в 1988 году.
По сравнению с «Лафайетом» число торпедных аппаратов увеличили до шести, расположив их в два ряда, и также лодка была оснащена радиотехническим вооружением английского производства.

## Базирование
Одновременно с постройкой кораблей и усовершенствованием ракет ВМС создавали систему базирования и обслуживания первых ПЛАРБ Великобритании. Местом для базы была выбрана северная часть бухты Гэр-Лох в заливе Ферт-оф-Клайд. Местом для хранения арсенала подводных лодок был выбран восточный берег бухты Лох-Лонг. Военно-морская база получила имя Фаслейн. Она находится в 32 км от Глазго.
База включает в себя плавучий док (грузоподъемностью 9000 тонн, длиной 168 и шириной 28 метров), командный пункт со штабом эскадры, береговые мастерские, склады, учебный центр и казармы для экипажей подводных лодок. В Фаслейне базировались все подводные лодки типа «Резолюшн», входившие в 10-ю эскадру подводных лодок.
Арсенал ракетного оружия находился в 13 км от Фаслейна. Он включал в себя два хранилища для ракет и для головных частей к ним, причал для загрузки и выгрузки ракет на корабли. Арсенал был полностью оснащён кранами, зданиями для сборки и разборки ракет, для проверки ракет, а также жилыми и административными зданиями.

## Строительство
Всего с 1964 по 1969 год были построены четыре подводные лодки типа «Резолюшн», строительство ещё одной было отменено, не успев начаться.

## Боевое использование
Боевое использование ПЛАРБ Великобритании отличалось от использования ПЛАРБ ВМС США. Согласно первоначальным планам каждая из четырех лодок должна была находиться два месяца в море на боевом патрулировании и один месяц в базе для восстановления боеспособности (осмотра материальной части, мелкого ремонта, замена части боезапаса и пополнения запасов). Для нормального функционирования лодки в подобном режиме было принято решение о создании двух равноценных экипажей — «правого борта» и «левого борта». Смена экипажей проводилась после возвращения корабля из боевого патрулирования.
Таким образом, предполагалось, что большую часть времени на боевом патрулировании будут находиться три подводные лодки, однако как правило в море находилось только две лодки. В случае обострения международной обстановки в море мог выйти и третий корабль. После распада Советского Союза, в целях экономии, число экипажей сократили до пяти. После этого в море находилась лишь одна лодка. Вторая находилась на базе в боевой готовности, имея возможность в любой момент выйти в море. Две другие находились на капитальном или техническом ремонте. На завершающем этапе службы лодок типа «Резолюшн» их коэффициент оперативного использования (КОИ) не превышал 0,25.
За время жизненного цикла каждая из лодок прошла по три капитальных ремонта. Промежуток между ними составлял примерно 4-5 лет. Все ремонтные работы проводились в Росайте — основной ремонтной базе британских АПЛ. В 1965—1967 годах верфь в Росайте специально реконструировали для возможности проведения ремонтных работ британских ПЛАРБ. Обычно капитальный ремонт включал в себя замену активной зоны (АЗ) реактора, наружные и внутренние корпусные работы, модернизацию систем вооружения и радиотехнических средств, облицовку или восстановление корпуса шумопоглощающими материалами, замену механизмов и агрегатов, выработавших свой ресурс и т. д. После завершения капитального ремонта лодка проходила ряд испытаний, в том числе контрольно-тренировочные пуски ракет на полигоне на мысе Канаверал в США. Затем лодка переходила в Фаслейн, где вводилась в режим боевой готовности.

## История службы
ПЛАРБ типа «Резолюшн» активно участвовали в холодной войне, совершив в общей сложности 229 выходов на боевое дежурство. «Стартовые позиции» ракетных субмарин «Резолюшн» располагались в Норвежском море, близ берегов СССР.
Несмотря на хорошую репутацию и приемлемые характеристики ПЛАРБ, в середине 70-х годов стало ясно, что и сами лодки, и ракетный комплекс «Поларис» вскоре устареют. Дальность полёта ракет не позволяла отодвинуть район боевого дежурства подальше от советских берегов, а лодки созданные в середине 60-х годов, уже не могли надежно скрываться в районах, насыщенными советскими средствами противолодочной обороны — подлодками-«охотниками», противолодочными крейсерами и самолетами.
Все лодки типа «Резолюшн» оставались на вооружении КВМФ до середины 1990-х годов, пока постепенно не были заменены более совершенными ПЛАРБ типа «Вэнгард», которые вооружены ракетами «Трайдент-2» с дальностью полета более 8500 километров, что позволило отодвинуть районы патрулирования в Ирландское море и Атлантический океан. Одновременно с вводом в строй новых субмарин, начался вывод из состава флота устаревающих ПЛАРБ «Резолюшн». Первой покинула строй HMS Revenge (1992 год). В 1994 году была выведена из состава КВМФ головная ПЛАРБ HMS Resolution. В 1996 году были выведены HMS Repulse и HMS Renown. После вывода из состава флота подлодки были разоружены, из реакторов выгрузили отработанное ядерное топливо. До тех пор, пока из-за остаточной радиации утилизация субмарин или их затопление невозможны, все ПЛАРБ проекта «Резолюшн» находятся в отстое в Росайте. Предполагается, что их утилизируют на предприятии «Звездочка» в Северодвинске.

## Оценка проекта
Подводные лодки типа «Резолюшн» были первыми ПЛАРБ ВМС Великобритании. В целом британцы оценивали проект довольно высоко, особенно после внедрения на лодки ракет «Поларис А3TK», так как залп всем боекомплектом даже одной ПЛАРБ (16 ракет) создавал для системы ПРО Московского региона (100 противоракет) практически неразрешимую задачу. Одновременно в космическом пространстве оказывались 32 малозаметных, устойчивых к поражающим факторам ядерного взрыва (ПФЯВ) боевых частей, а также 64 тяжелых и около 368 легких надувных ложных целей, и также 16 ступеней разведения, обломки которых тоже должны были играть роль тяжелых ложных целей. Кроме того, за счет повышения точности стрельбы и увеличения мощности каждой БЧ, модернизированная ракета «Поларис А3TK» могла поражать не только крупные площадные цели, но и малоразмерные цели с невысокой степенью защиты.
Однако сокращение дальности стрельбы новой ракеты негативно сказывалось на возможностях пропагандируемой британцами стратегии «гарантированного возмездия» из-за насыщения регионов боевого дежурства лодок противолодочными средствами Советского Союза. Это привело к тому, что уже в 1982 году Правительством Великобритании было принято решение о перевооружении СЯС ракетами «Трайдент II (D5)» с соответствующей заменой ПЛАРБ «Резолюшн» на создаваемые «Вэнгард».

## Представители
| Название                      | Заводской номер | Эмблема                       | Судоверфь                     | Дата закладки                 | Спуск на воду                 | Ввод в строй                  | Судьба                             |
| ----------------------------- | --------------- | ----------------------------- | ----------------------------- | ----------------------------- | ----------------------------- | ----------------------------- | ---------------------------------- |
| HMS Resolution (S22) Резолюшн | S22             |                               | Vickers-Armstrong             | 26 февраля 1964               | 15 сентября 1966              | 2 октября 1967                | снята с вооружения 22 октября 1994 |
| HMS Repulse (S23) Рипалс      | S23             |                               | Vickers-Armstrong             | 12 марта 1965                 | 4 ноября 1967                 | 28 сентября 1968              | снята с вооружения в 1996          |
| HMS Renown (S26) Ринаун       | S26             |                               | Cammell Laird                 | 25 июня 1964                  | 25 февраля 1967               | 15 ноября 1968                | снята с вооружения в 1996          |
| HMS Revenge (S27) Ривенж      | S27             |                               | Cammell Laird                 | 19 мая 1965                   | 15 марта 1968                 | 4 декабря 1969                | снята с вооружения в 1992          |
| Рэмилиз Ramilles              | —               | строительство отменено в 1964 | строительство отменено в 1964 | строительство отменено в 1964 | строительство отменено в 1964 | строительство отменено в 1964 | строительство отменено в 1964      |